# Rozalin (Konin)
Pour les articles homonymes, voir Rozalin.
Rozalin (prononciation : [rɔˈzalin]) est un village polonais de la gmina de Rychwał dans le powiat de Konin de la voïvodie de Grande-Pologne dans le centre-ouest de la Pologne.
Il se situe à environ 7 kilomètres au nord-ouest de Rychwał (siège de la gmina), à 16 kilomètres au sud-ouest de Konin (siège du powiat) et à 88 kilomètres à l'est de Poznań (capitale régionale).

## Histoire
De 1975 à 1998, le village faisait partie du territoire de la voïvodie de Konin.

Depuis 1999, Rozalin est situé dans la voïvodie de Grande-Pologne.